# Chalcides pulchellus
Chalcides pulchellus är en ödleart som beskrevs av  François Mocquard 1906. Chalcides pulchellus ingår i släktet Chalcides och familjen skinkar. Inga underarter finns listade i Catalogue of Life.